# Поліклініка

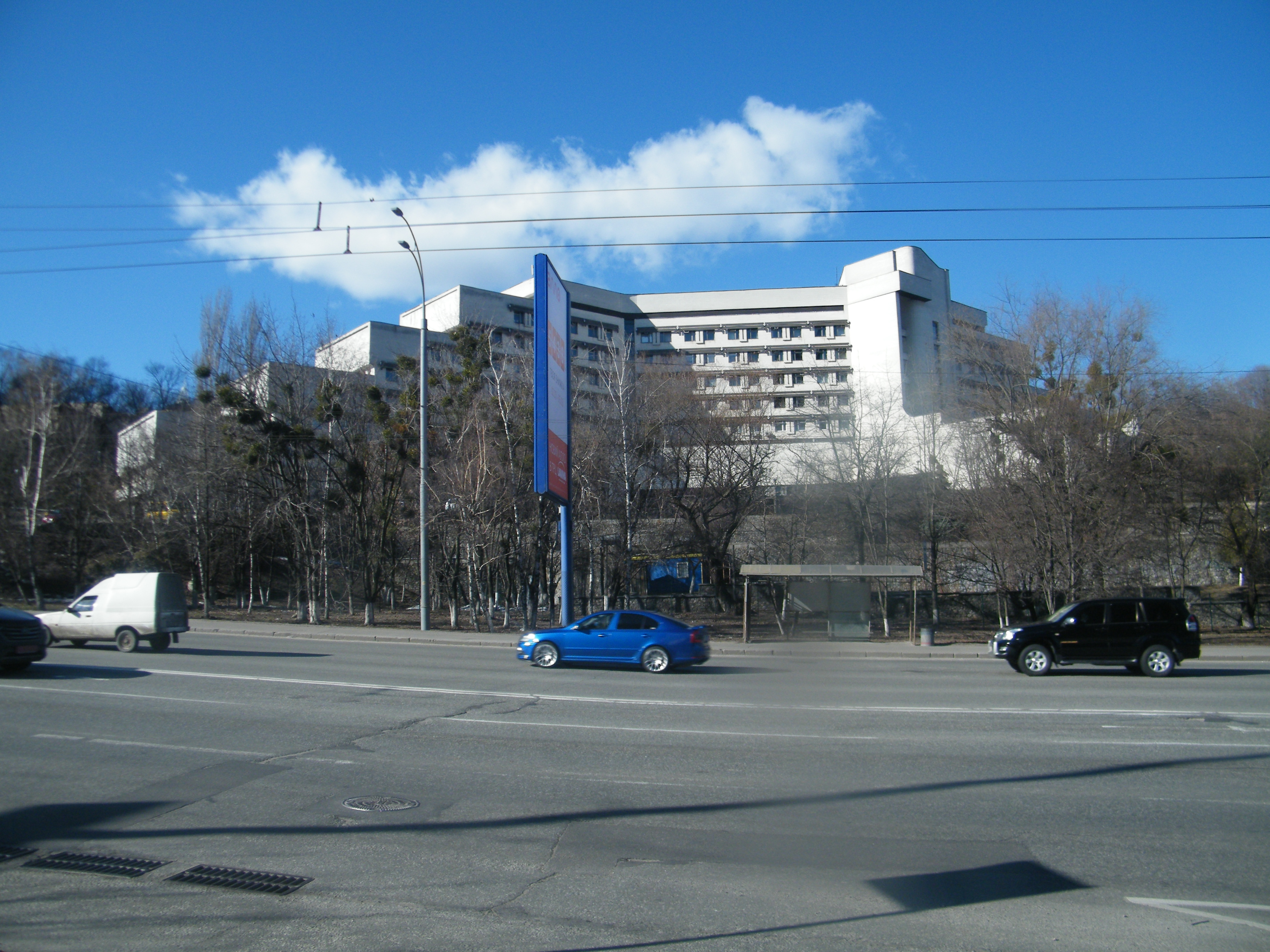
Поліклініка № 1 Державного управління справами в Києві

Поліклініка (від грец. polis — місто та грец. klinikē — мистецтво лікувати) —  лікувальний заклад для обслуговування громадян кваліфікованою медичною допомогою.

## Різновиди
Найпоширенішими закладами для медичного обслуговування населення за місцем проживання є поліклініки і амбулаторії.